# كريستين مكمان
كريستين مكمان (بالإنجليزية: Christine McMahon)‏ هي عداءة سريعة أيرلندية، ولدت في 6 يوليو 1992 في بلفاست في المملكة المتحدة.

## وصلات خارجية
- كريستين مكمان على موقع الاتحاد الدولي لألعاب القوى (الإنجليزية)
- كريستين مكمان على موقع الدوري الماسي (الإنجليزية)
- كريستين مكمان على موقع اتحاد ألعاب الكومنولث (مؤرشف) (الإنجليزية)